# Endrosa baltica
Endrosa baltica là một loài bướm đêm thuộc phân họ Arctiinae, họ Erebidae.